# St-Pierre (Limours)

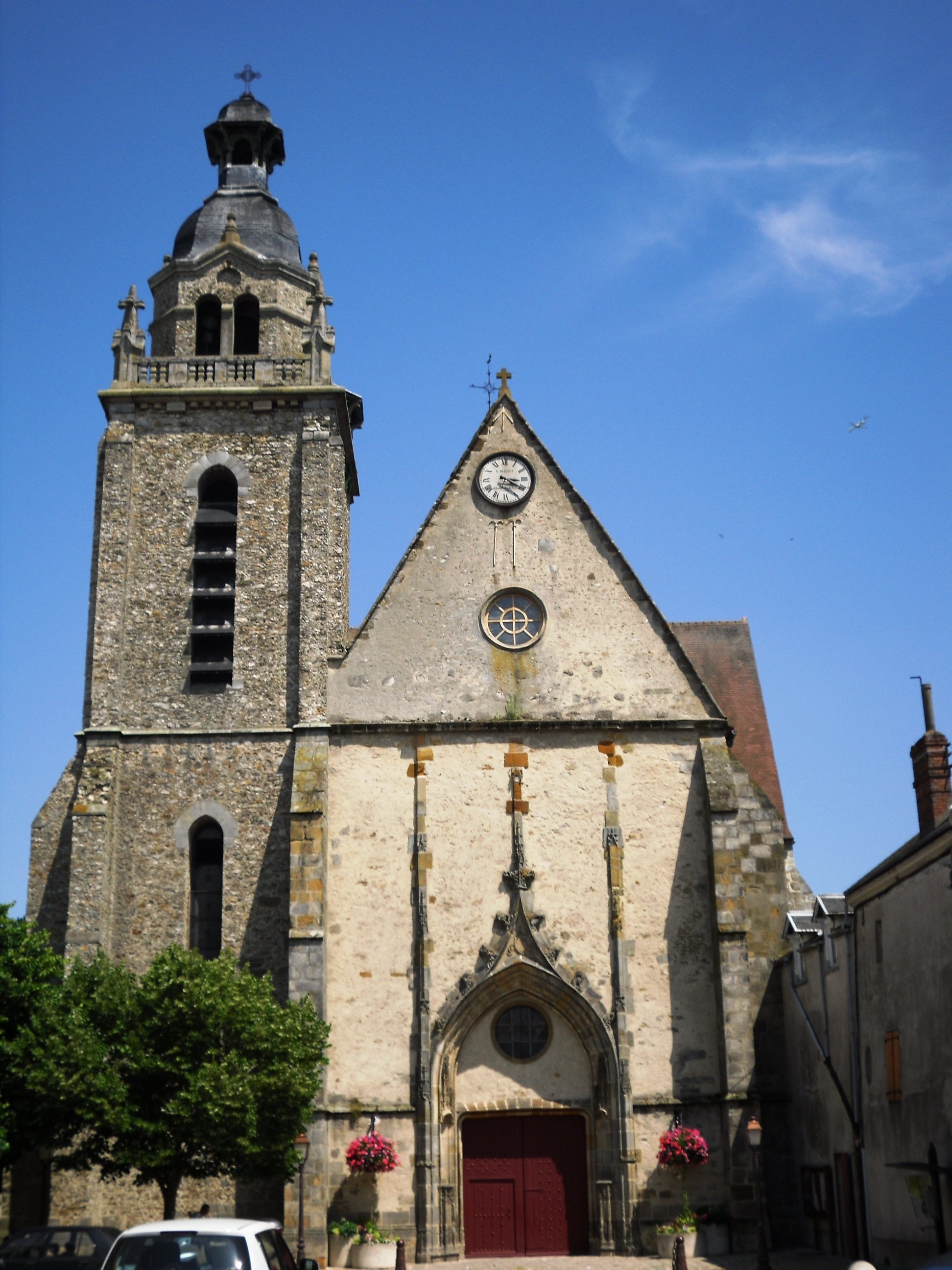
Pfarrkirche Saint-Pierre

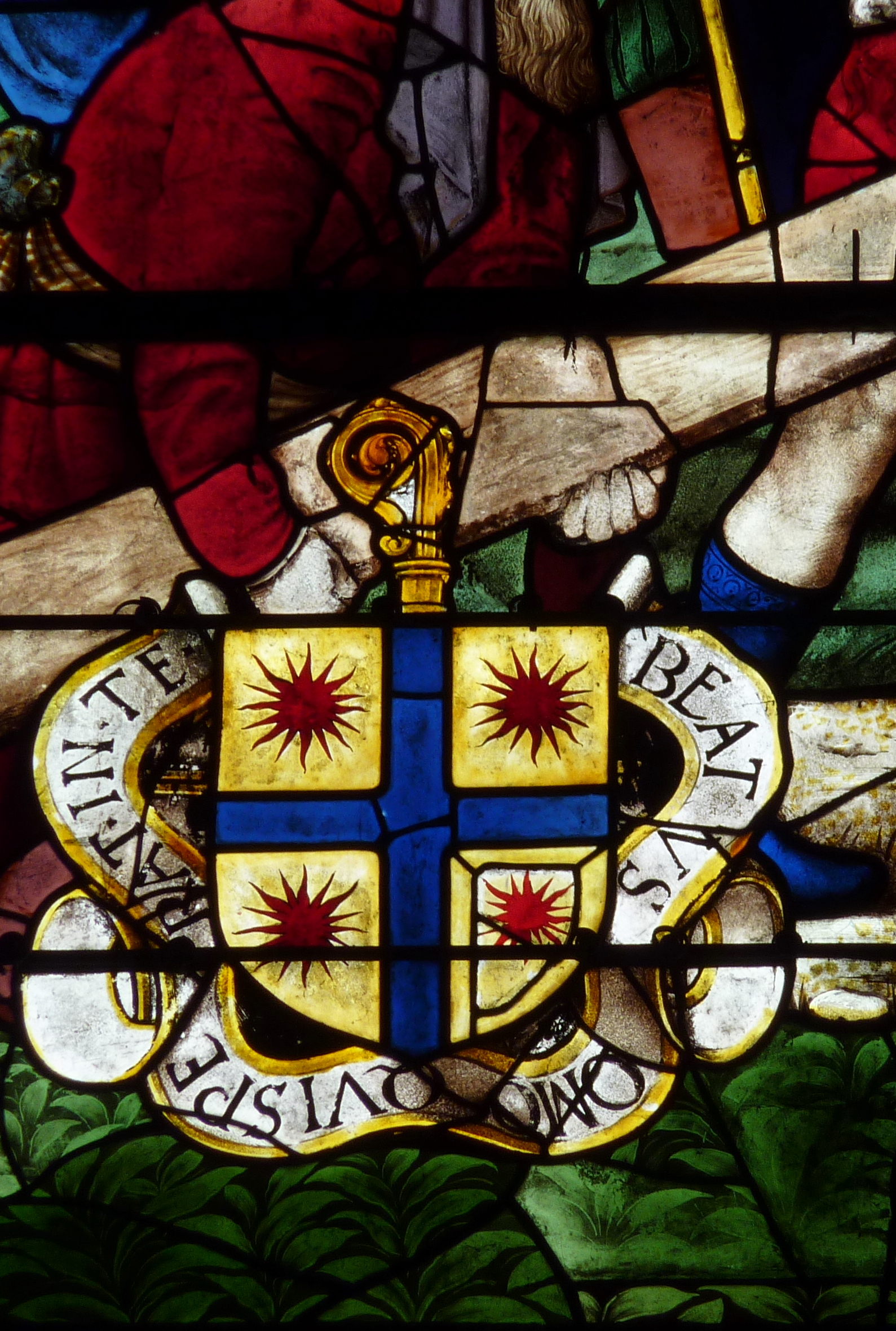
Wappen der Familie Hurault auf einem Fenster, heute Wappen von Limours

Die katholische Pfarrkirche Saint-Pierre in Limours, einer Gemeinde im Département Essonne in der französischen Region Île-de-France, wurde in der ersten Hälfte des 16. Jahrhunderts im Stil der Flamboyant-Gotik errichtet. In der Kirche sind Bleiglasfenster aus der Renaissance erhalten, die 1888 unter Denkmalschutz gestellt wurden. Im Jahr 2006 wurde die dem Apostel Petrus geweihte Kirche als Monument historique in die Liste der Baudenkmäler in Frankreich aufgenommen.

## Geschichte
Die Kirche von Limours wird im Jahr 1091 erstmals erwähnt. Sie wurde damals Besitz eines Priorats, das der Benediktinerabtei von Bourgueil unterstand. Die Kirche war gleichzeitig Pfarr- und Klosterkirche und hatte neben dem Patrozinium des Apostels Petrus auch das des Evangelisten Markus, von dem die Kirche Reliquien besaß. Von diesem Kirchenbau, der während des Hundertjährigen Krieges zerstört wurde, ist nur noch die Krypta unter der heutigen Kirche erhalten.
In den 1530er Jahren ließen der königliche Steuerpächter Jean Poncher, der 1516 die Herrschaft Limours erworben hatte, und seine Gemahlin Catherine Hurault eine neue Kirche bauen. Die Wappen der beiden Familien sind auf den Schlusssteinen des Gewölbes und in den Bleiglasfenstern dargestellt. Im 17. Jahrhundert unternahm Gaston d’Orléans, der jüngere Bruder des französischen Königs Ludwig XIII. und damaliger Grundherr von Limours, den Bau des Glockenturms, der allerdings erst 1902 unter dem Architekten Marcel Lambert fertiggestellt wurde, jedoch keine Glocken erhielt.

## Architektur

### Außenbau
An der Nordseite der Westfassade erhebt sich der Glockenturm, der von einer Kuppel und einer umlaufenden Balustrade bekrönt wird. Er ist – wie die Außenmauern der Kirche – mit Strebepfeilern verstärkt. In die Westfassade sind ein kleines Rundfenster und ein im Stil der Flamboyant-Gotik mit Kielbogen und krabbenbesetzten Fialen verziertes Portal eingeschnitten. Auf der Vierung sitzt ein schiefergedeckter Dachreiter.

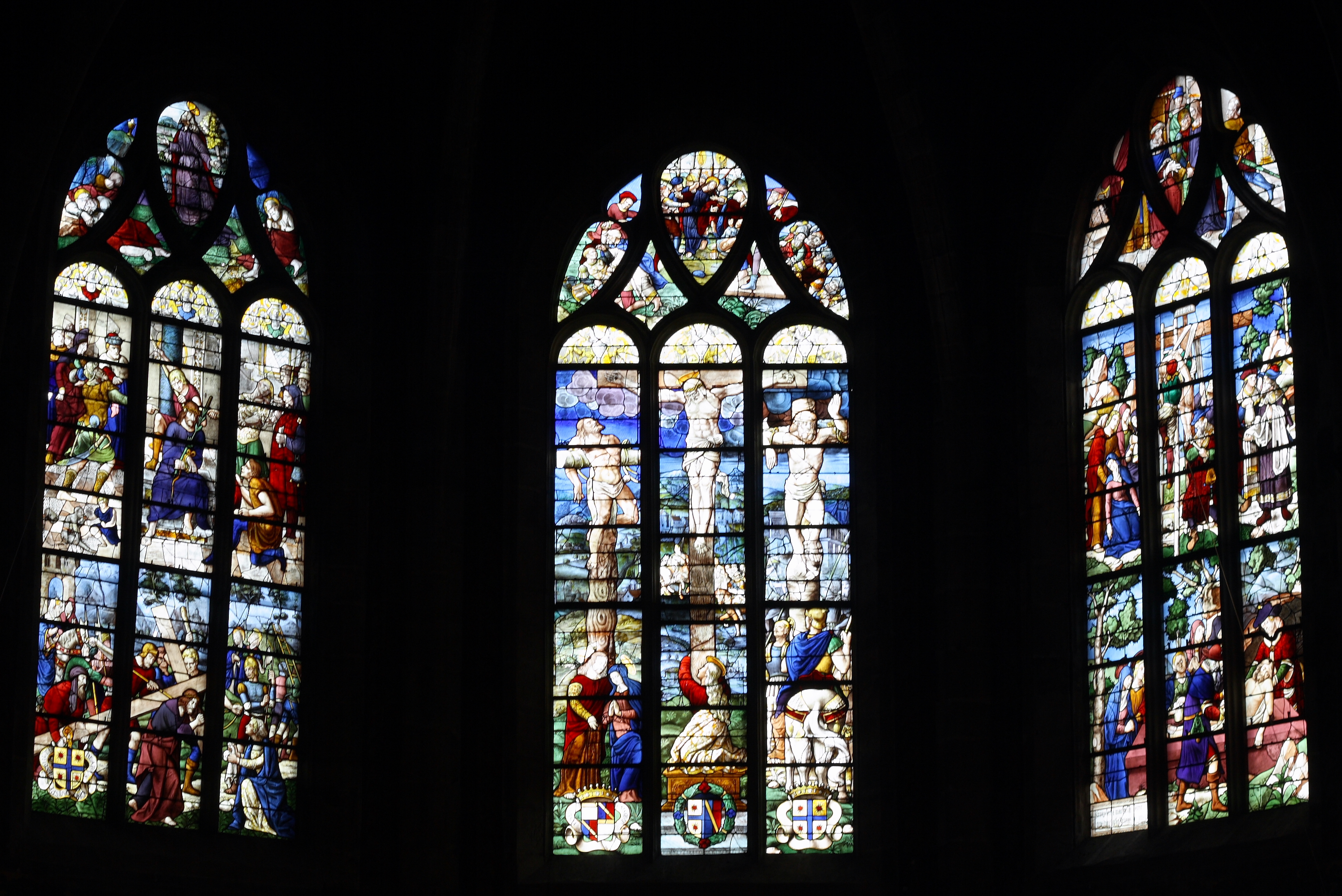
Chorfenster

### Innenraum
Die einschiffige Kirche ist über dem Grundriss eines lateinischen Kreuzes errichtet. Das Langhaus ist in vier Joche unterteilt und mit einem Kreuzgratgewölbe gedeckt. Im südlichen Querhausarm, an der Stelle der heutigen Sakristei, befand sich ehemals die der heiligen Anna geweihte Palastkapelle. Sie besaß einen direkten Zugang zum heute nicht mehr erhaltenen Schloss und ist wie der Chor mit einem Kreuzrippengewölbe gedeckt.

## Bleiglasfenster
Im Chor sind vier große Bleiglasfenster mit Szenen der Leidensgeschichte Jesu erhalten. Die Fenster wurden um 1530 vermutlich in einer Pariser Glasmalereiwerkstatt ausgeführt. Als Vorlagen für die Szenen dienten Stiche von Albrecht Dürer. In den unteren Scheiben sind die Wappen der Familien Hurault und Poncher integriert.
- Fenster 0

Auf den drei Lanzetten des mittleren Chorfensters ist die Kreuzigung Christi dargestellt, seitlich stehen die Kreuze der beiden Schächer. Unter dem linken Kreuz trauern Maria und der Apostel Johannes, unter dem rechten Kreuz sind Soldaten dargestellt. Den Fuß des Kreuzes hält Maria Magdalena umschlungen. Im Maßwerk wird an den Verrat des Judas erinnert.

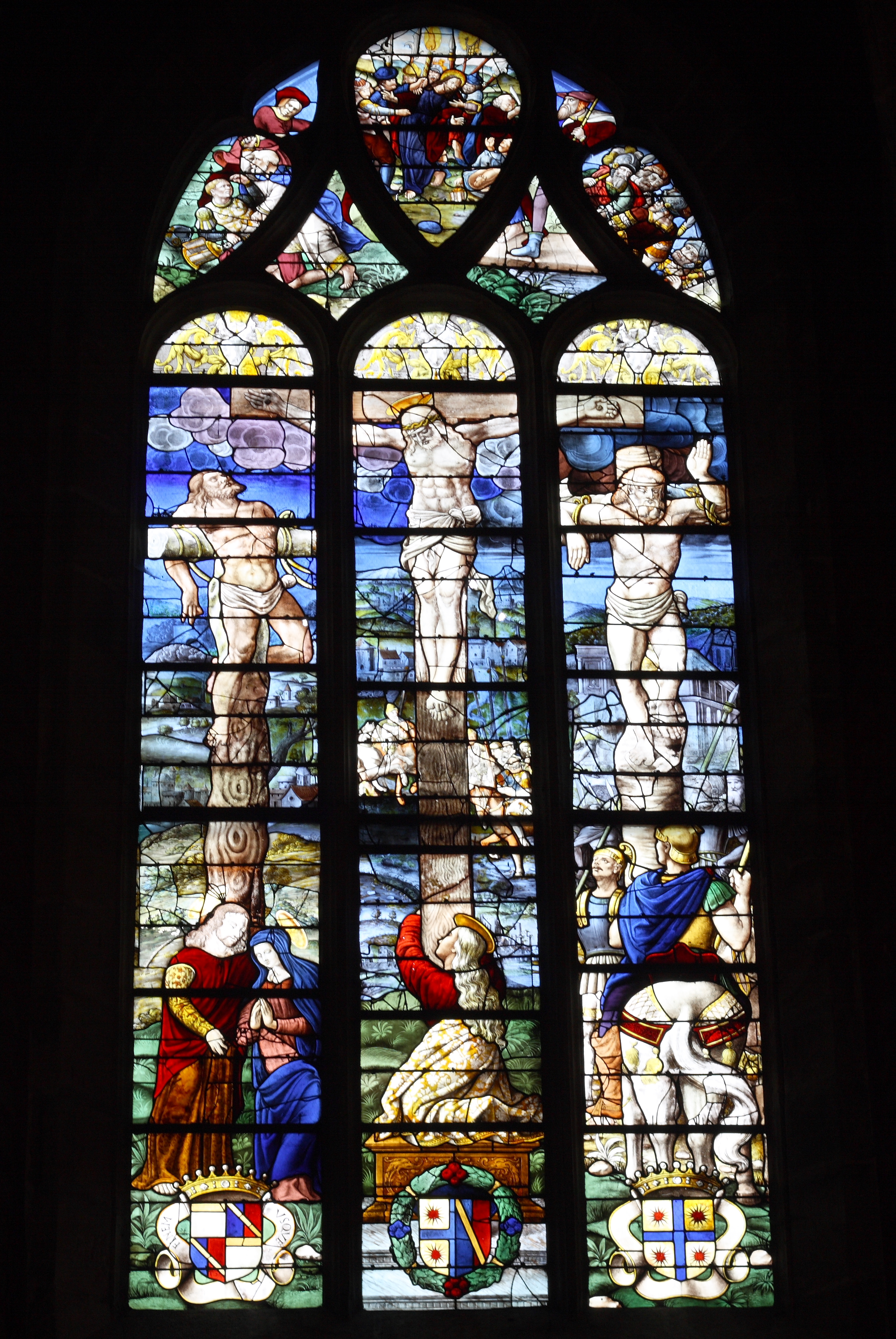
Kreuzigung
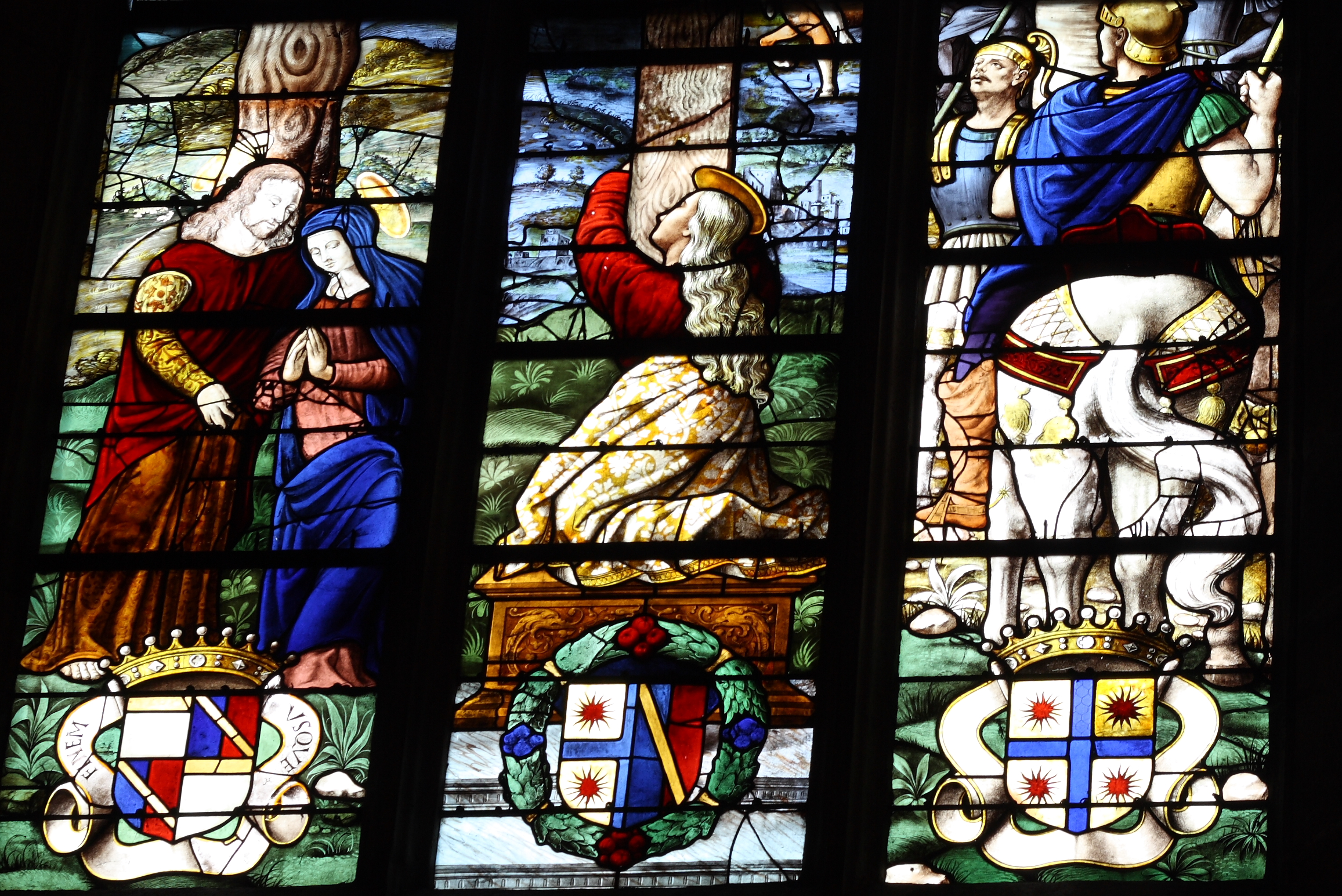
Maria und Johannes, Maria Magdalena, Soldaten
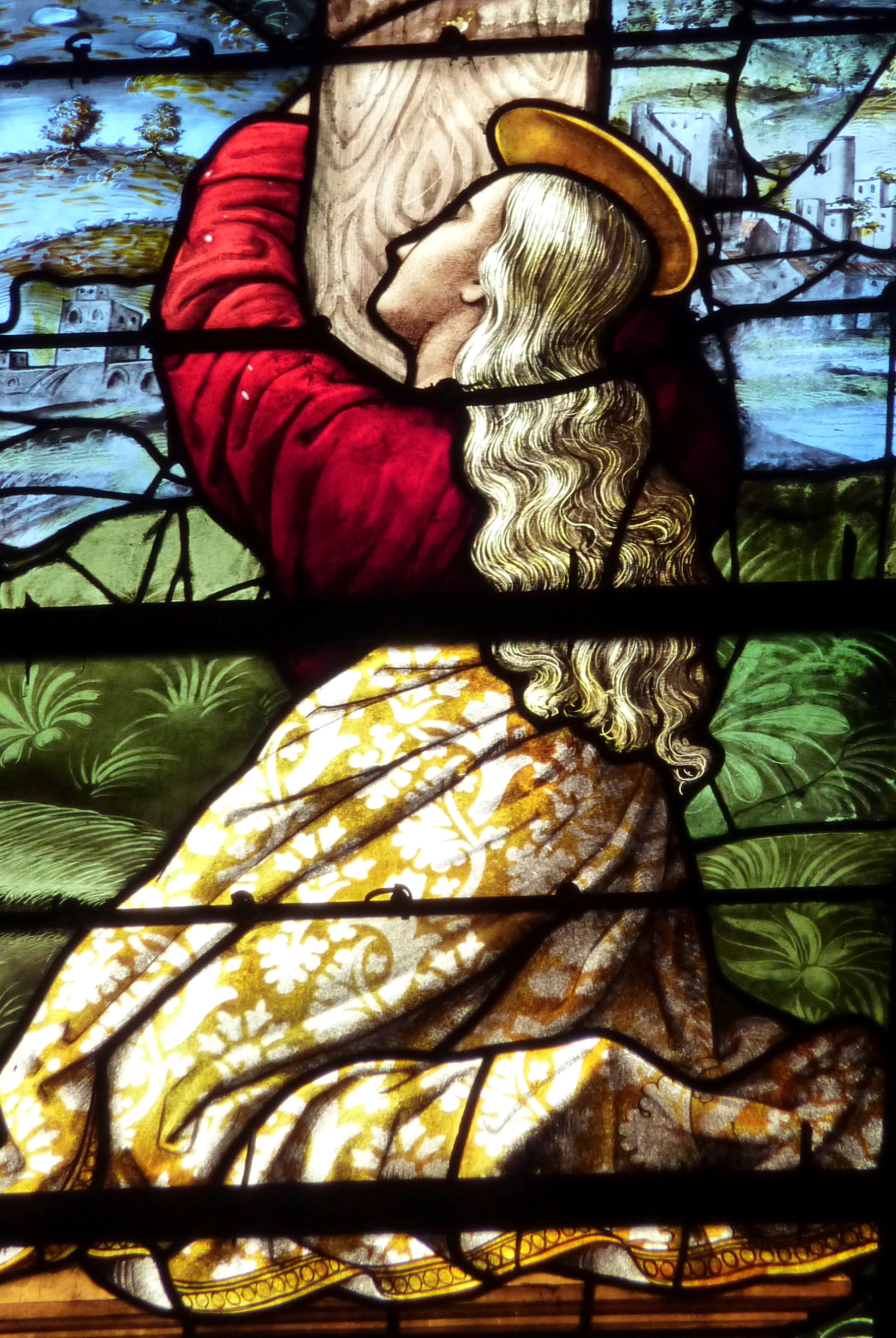
Maria Magdalena

- Fenster 1

Die Scheiben des Maßwerks zeigen Jesus und die schlafenden Jünger am Ölberg. Darunter wird die Dornenkrönung Christi dargestellt. Auf der unteren Bildebene trägt Jesus das Kreuz und begegnet der heiligen Veronika, die ihm das Schweißtuch reicht.

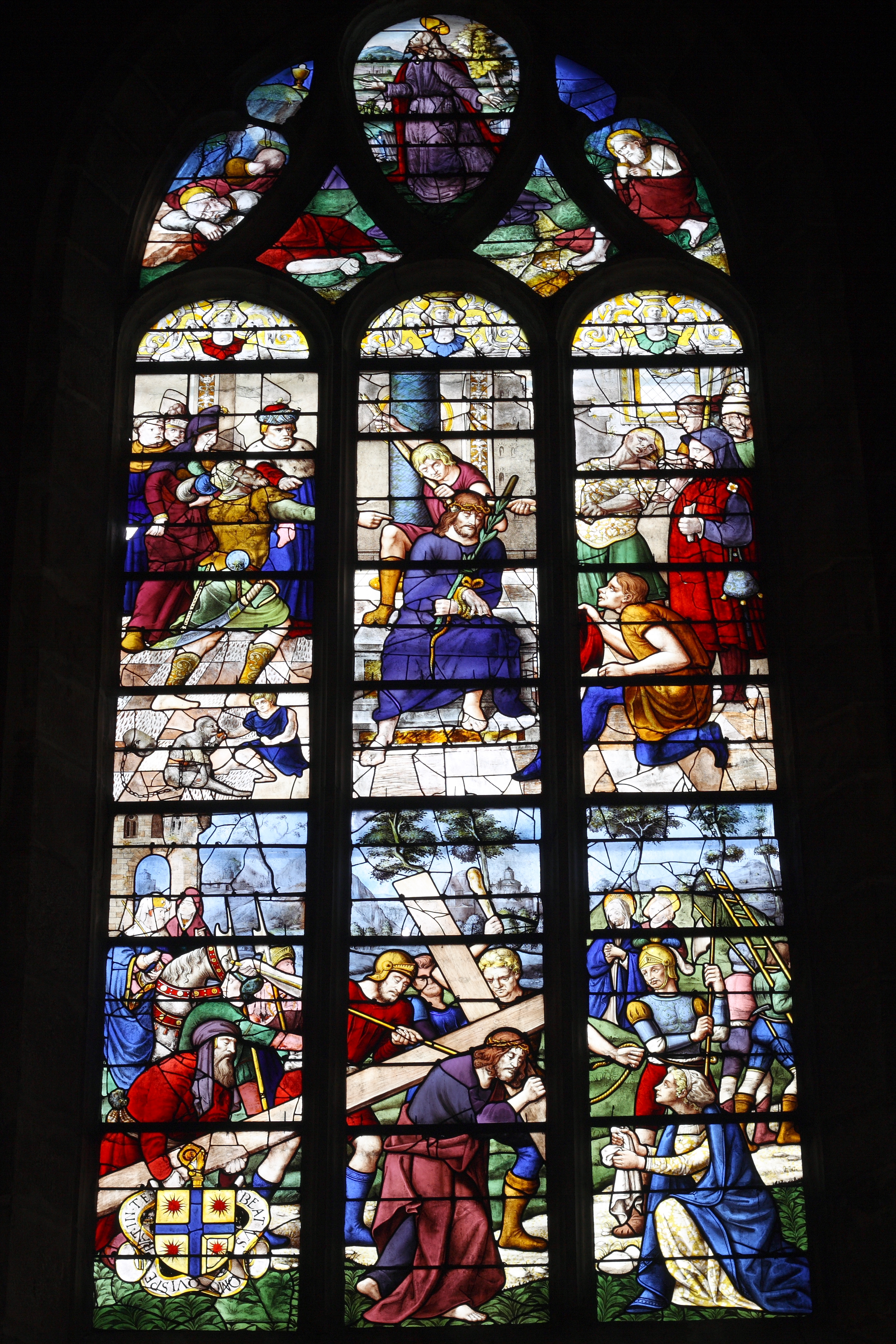
Jesus am Ölberg, Dornenkrönung, Begegnung mit Veronika
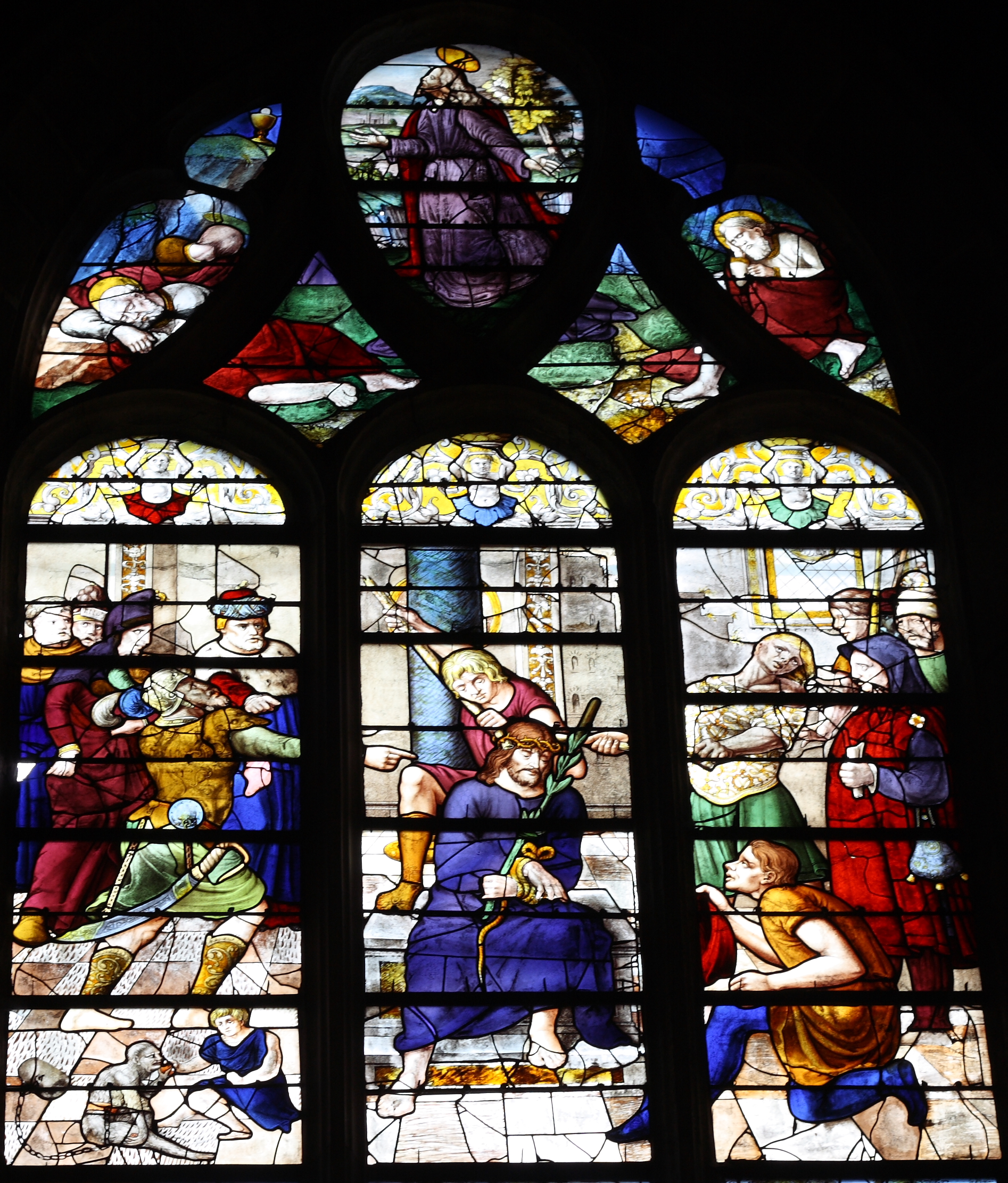
Jesus am Ölberg und Dornenkrönung
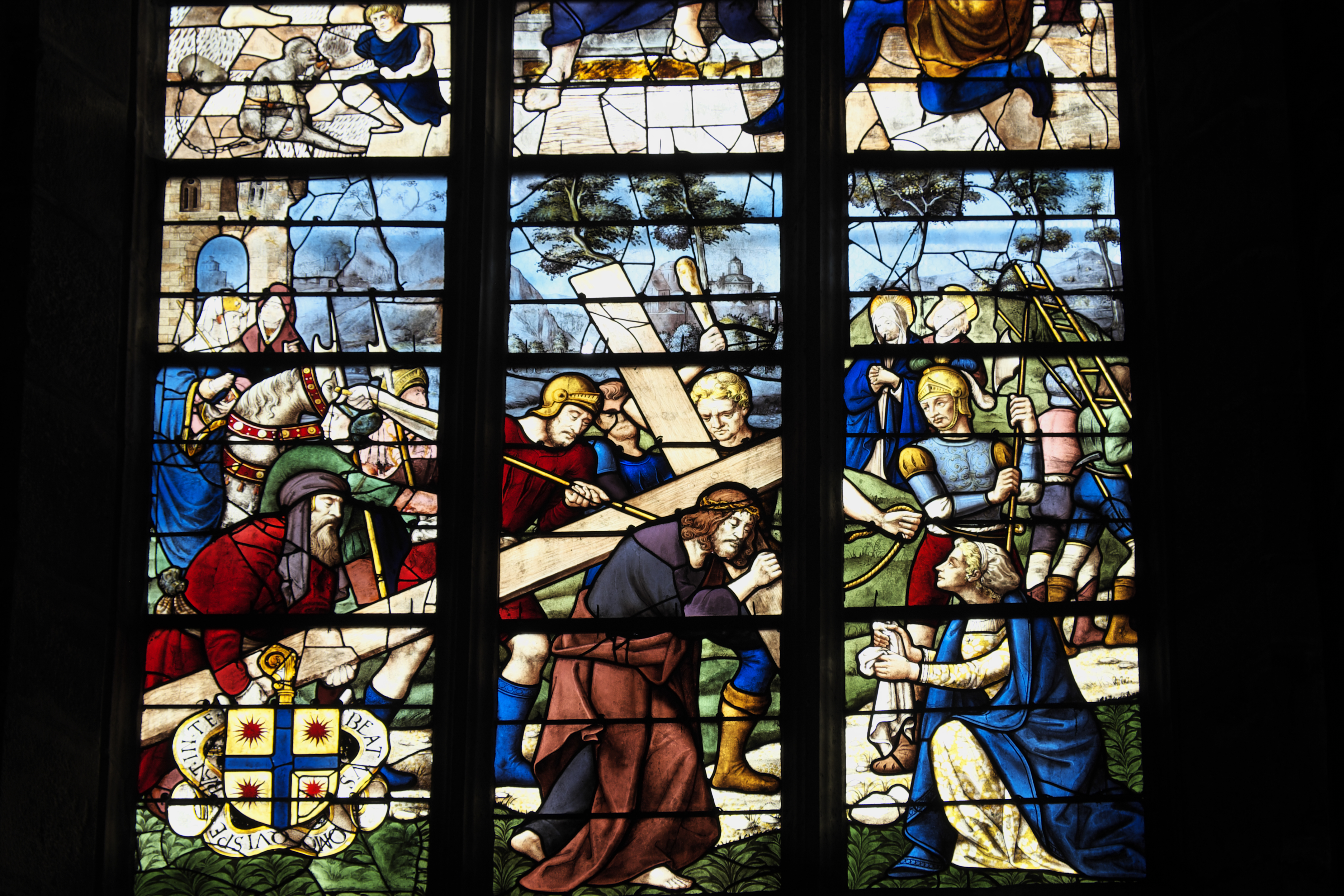
Jesus trägt das Kreuz und begegnet der heiligen Veronika

- Fenster 2

Im Maßwerk wird Jesus dem Hohen Priester Kaiphas vorgeführt. Die Lanzetten darunter stellen die Kreuzabnahme und die Grablegung dar.

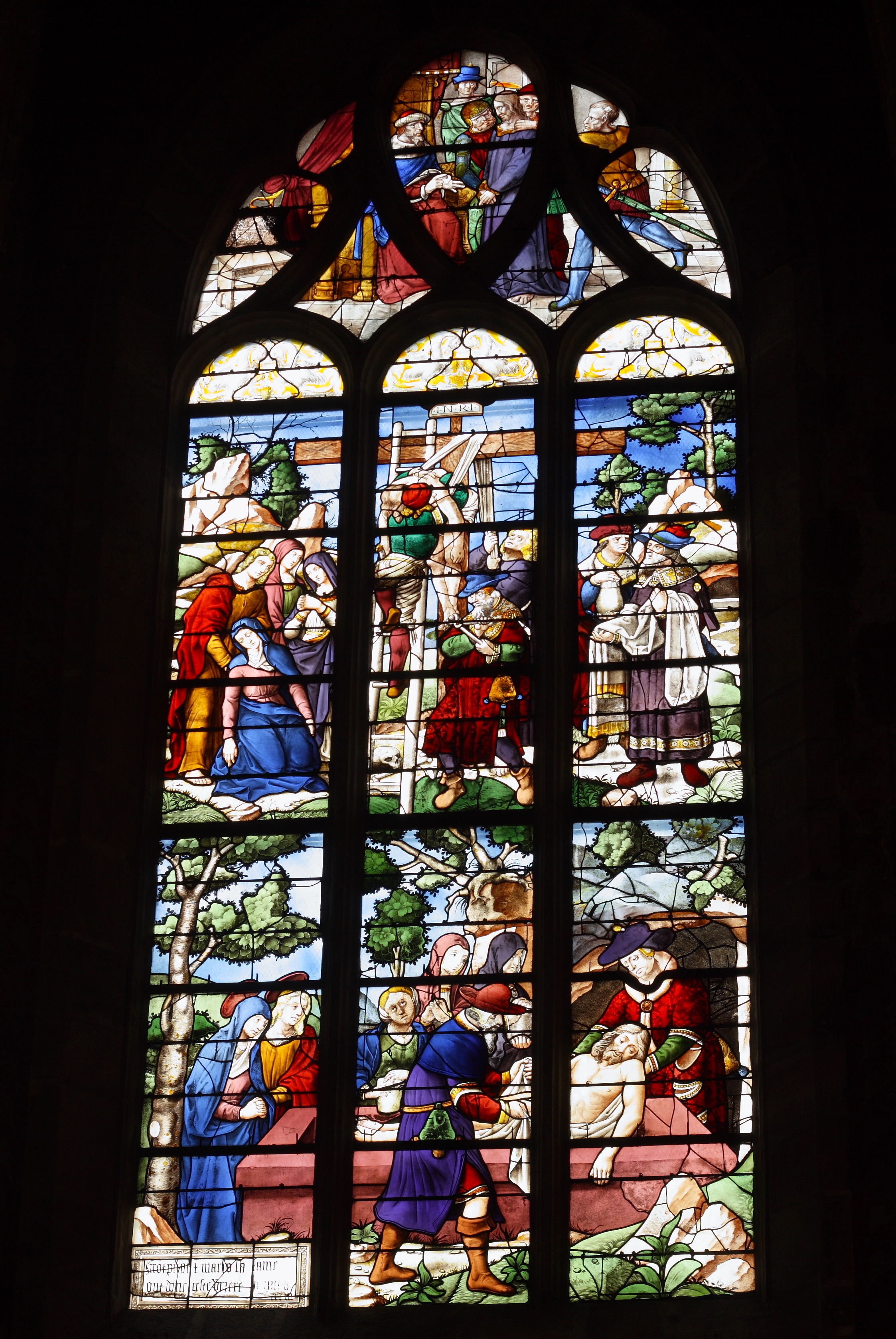
Jesus vor Kaiphas, Kreuzabnahme und Grablegung
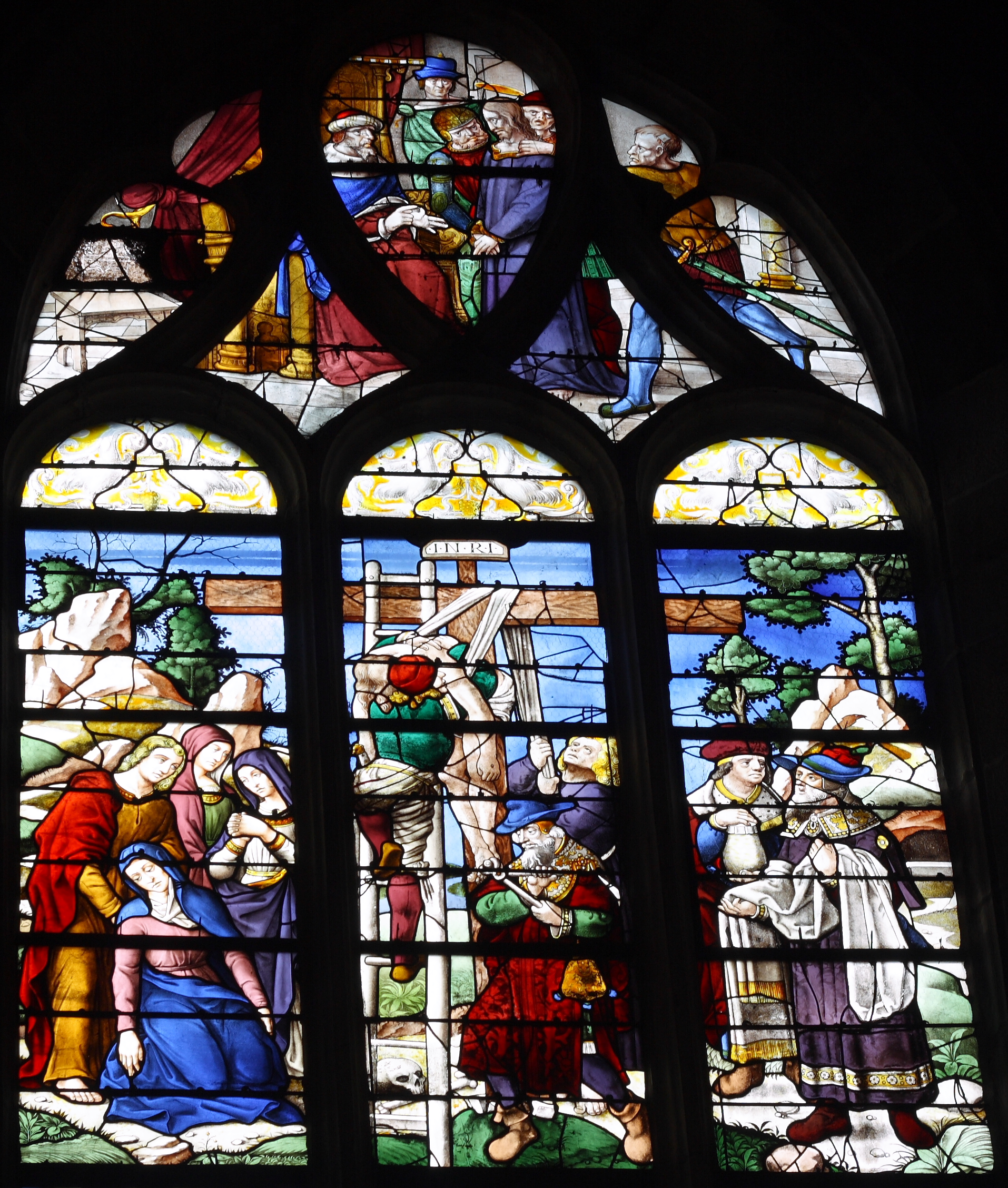
Kreuzabnahme
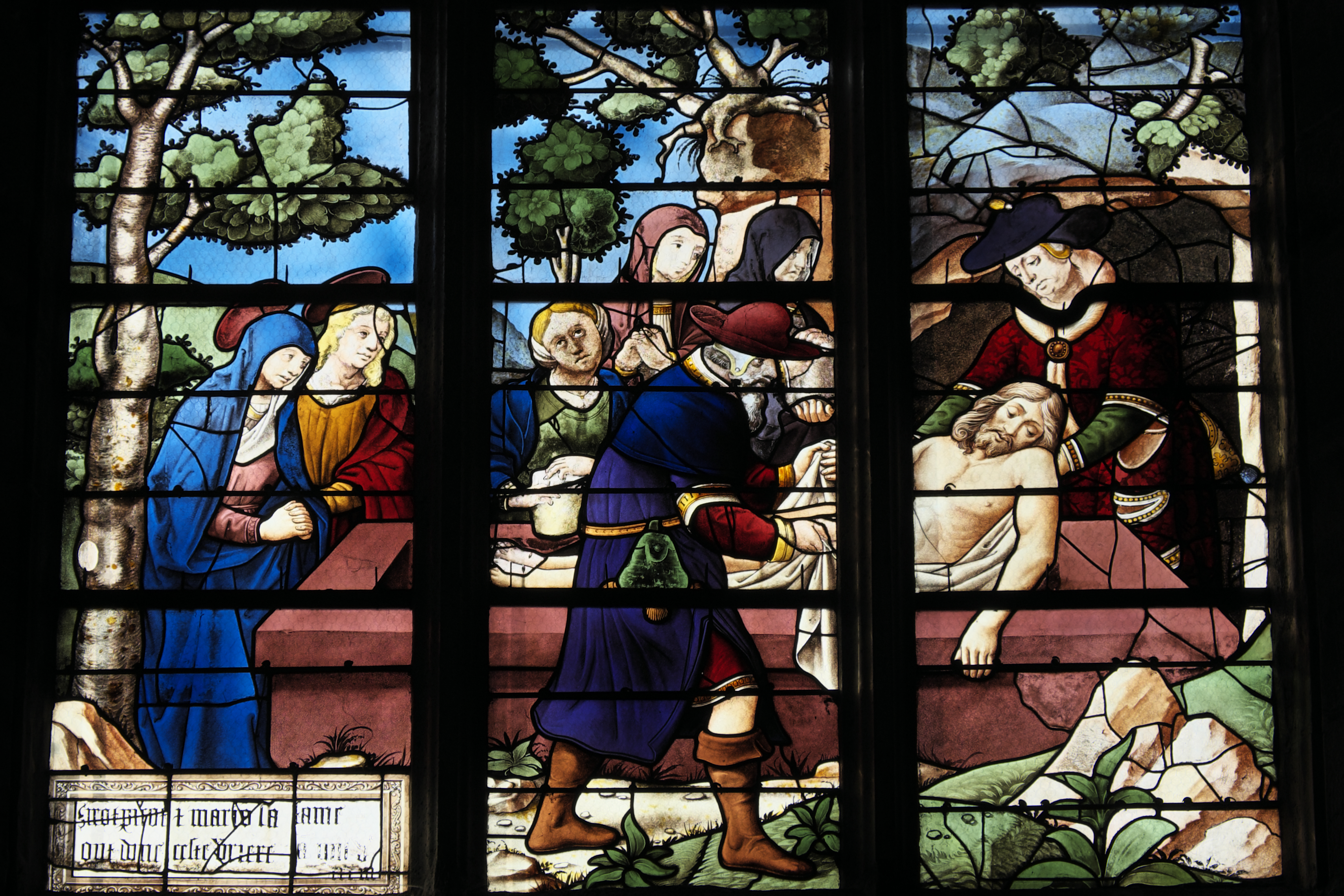
Grablegung

- Fenster 3

Auf dem Fenster werden im Tympanon das Abendmahl, in den oberen Feldern die Geißelung und unten Jesus vor Pilatus dargestellt.

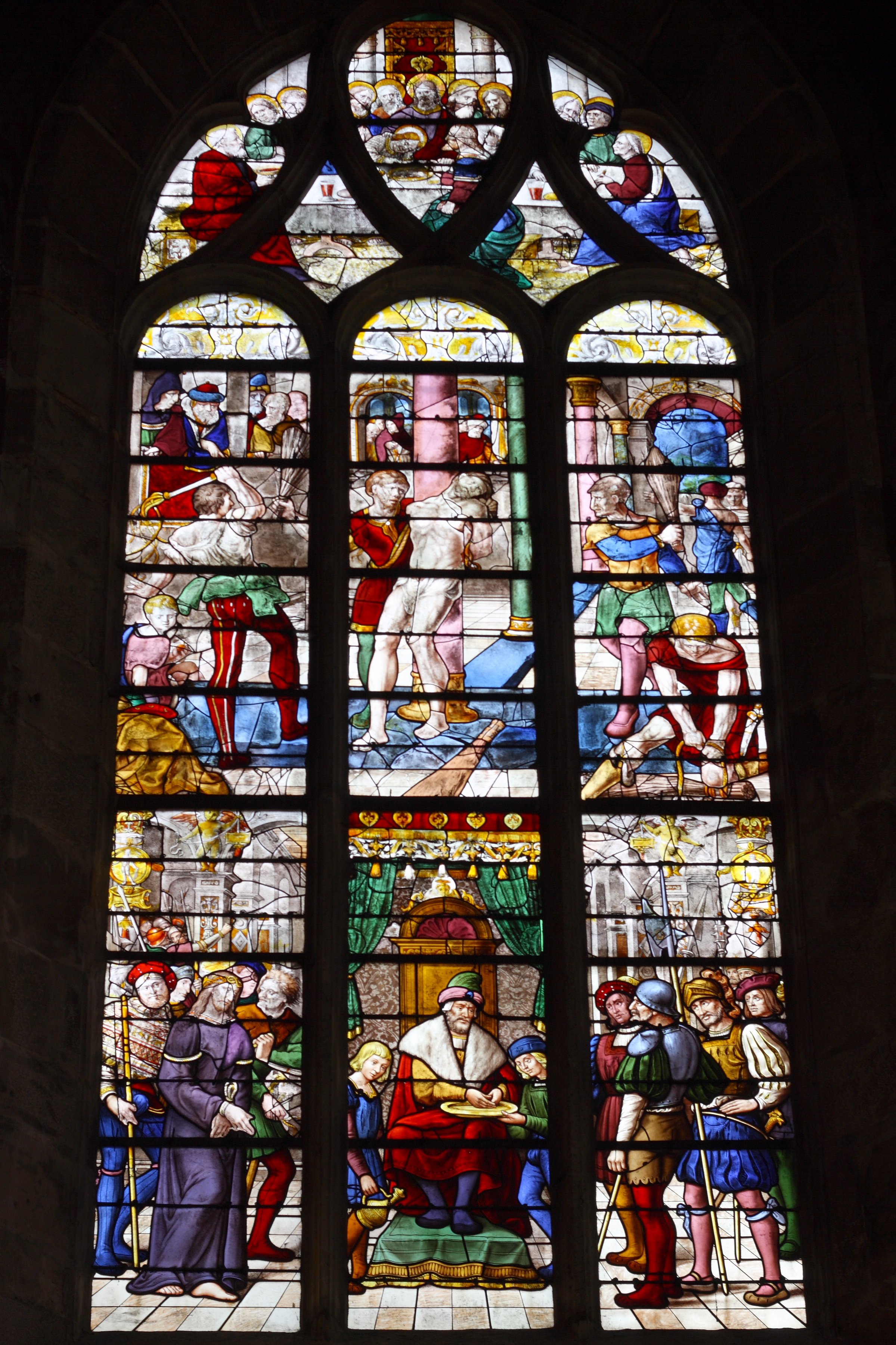
Abendmahl, Geißelung und Jesus vor Pilatus
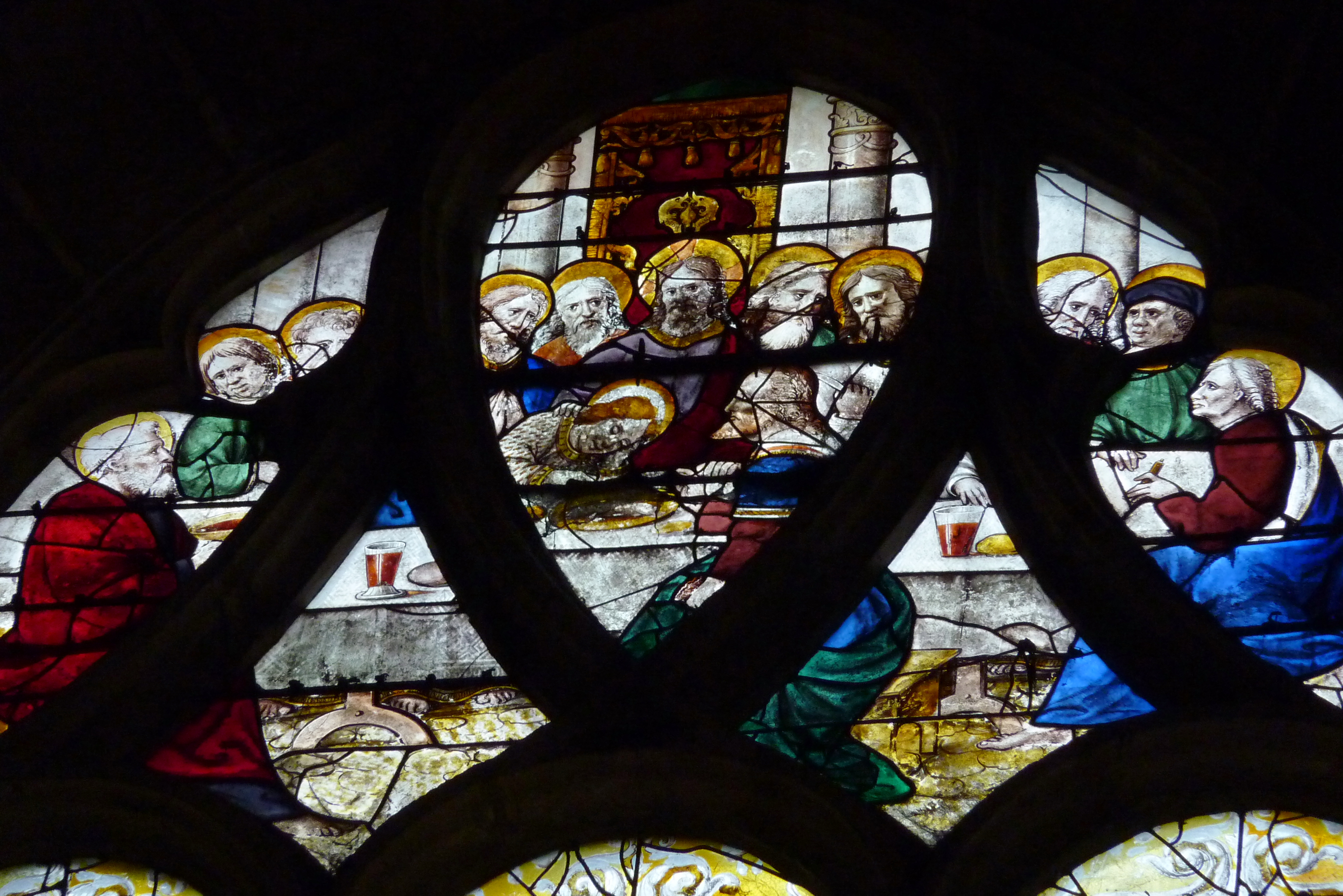
Abendmahl
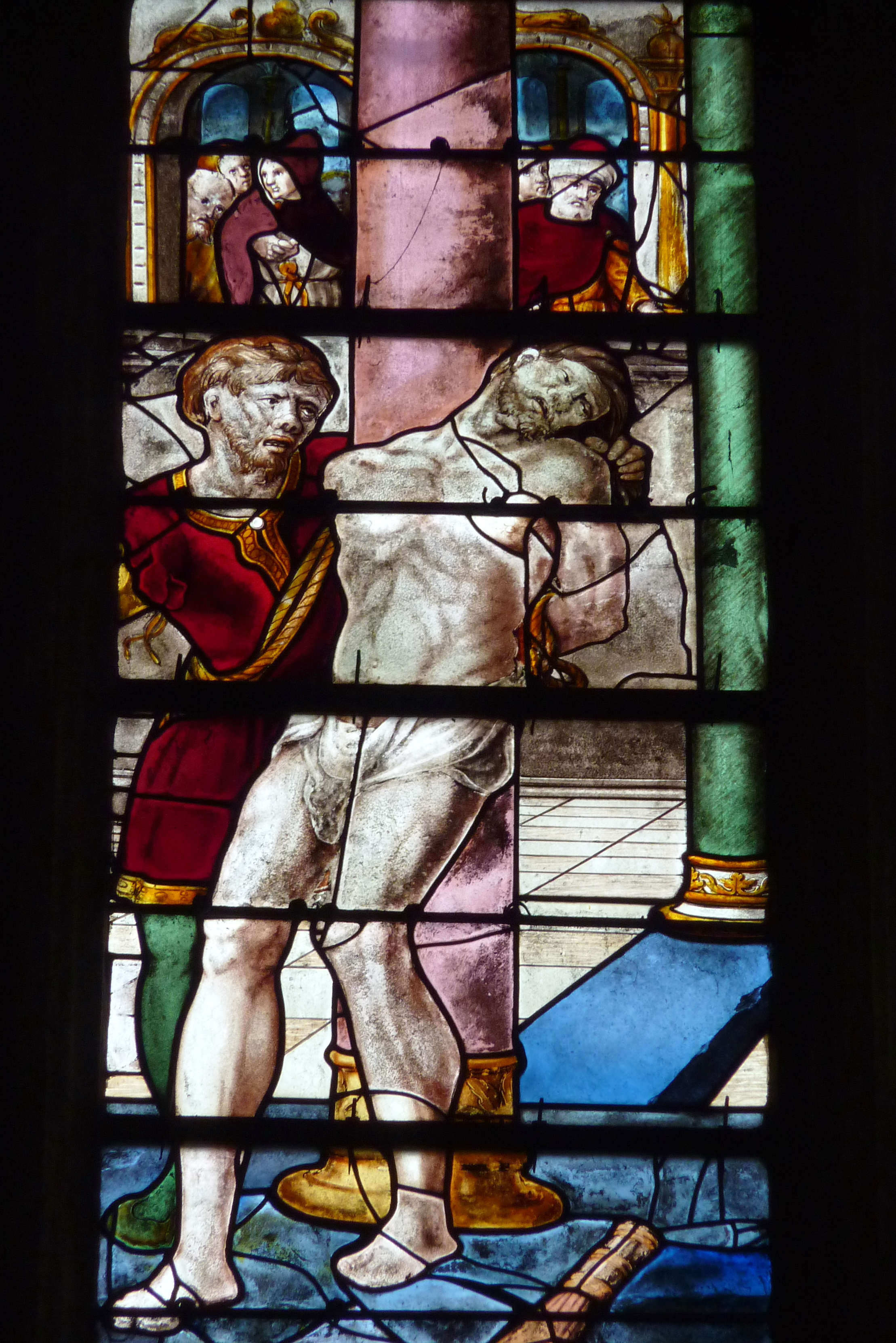
Geißelung
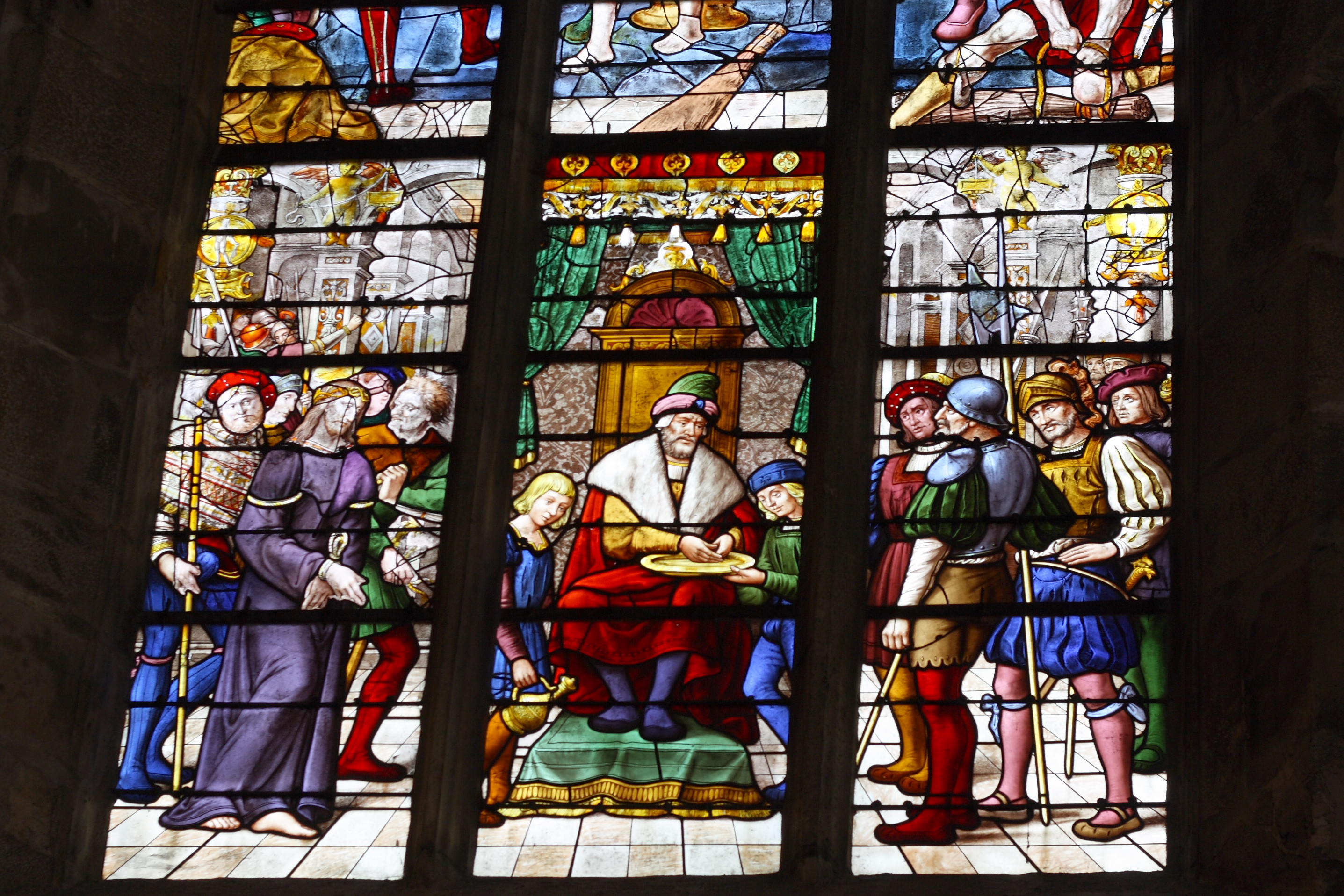
Jesus wird Pilatus vorgeführt

- Fenster 4 und 5

In diesen beiden Fenstern sind nur noch im Maßwerk Scheiben aus dem 16. Jahrhundert erhalten. Auf dem Fenster 4 ist vermutlich der Evangelist Markus mit seinem Löwen, umgeben von Engeln, dargestellt. Auf dem Fenster 5 ist Gottvater, ebenfalls von Engeln umgeben, dargestellt.

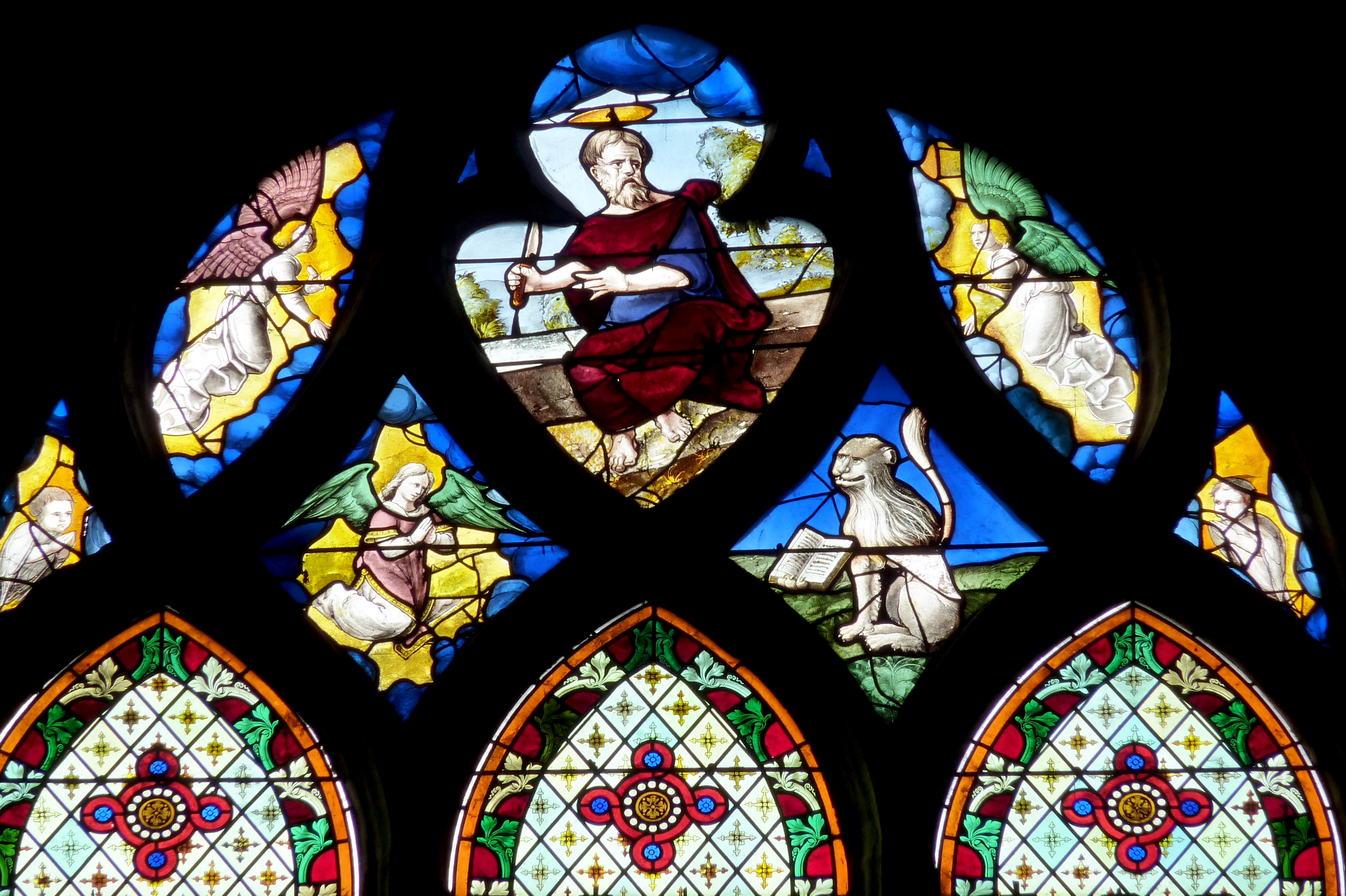
Evangelist Markus mit Löwe und Engeln
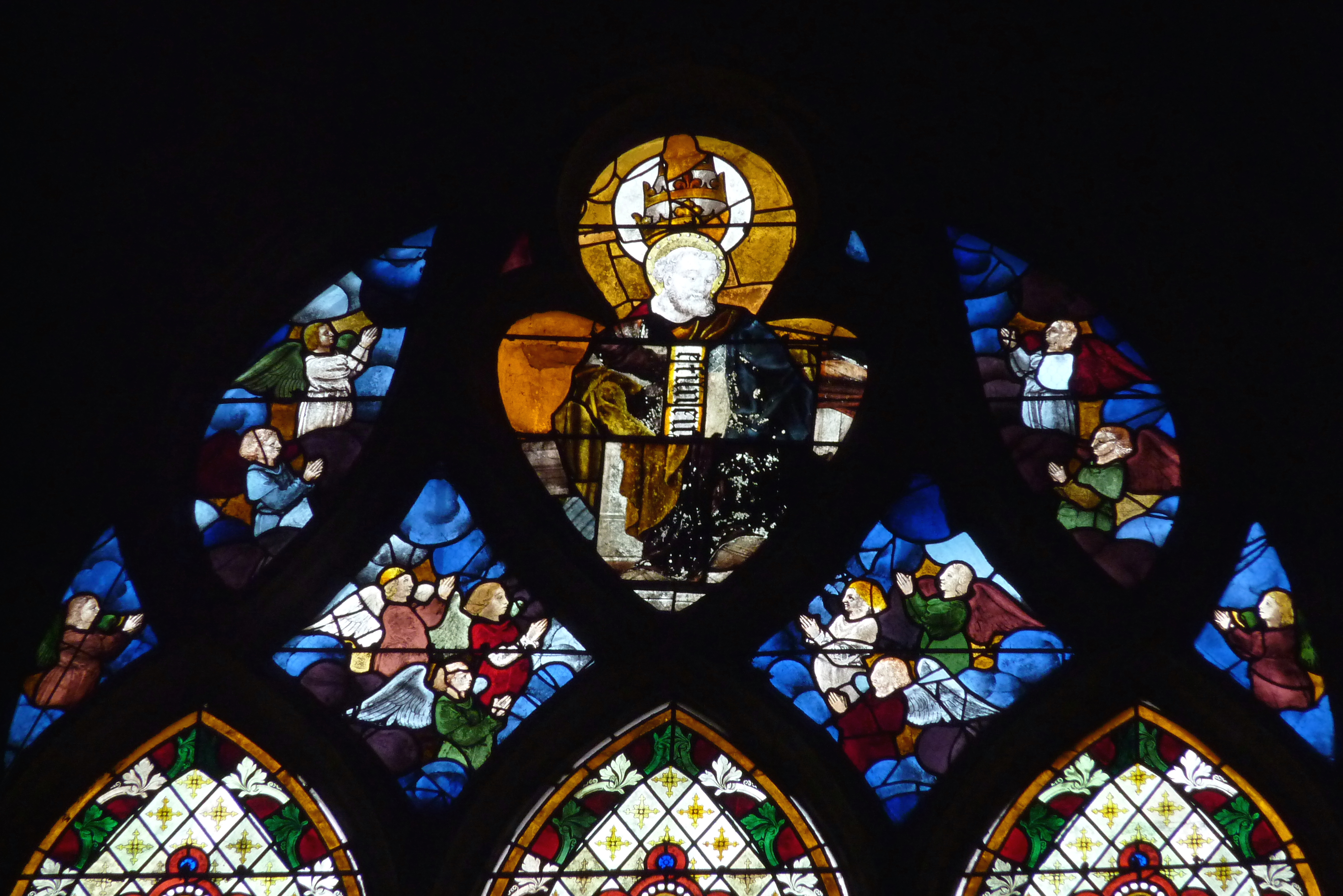
Gottvater und Engel

## Ausstattung
- Die farbig gefassten Schnitzfiguren des heiligen Sebastian[2] und des Christus am Kreuz werden ins 16. Jahrhundert datiert. Die Terrakottaskulpturen des Evangelisten Markus[3] und der Pietà[4] stammen aus dem 19. Jahrhundert.

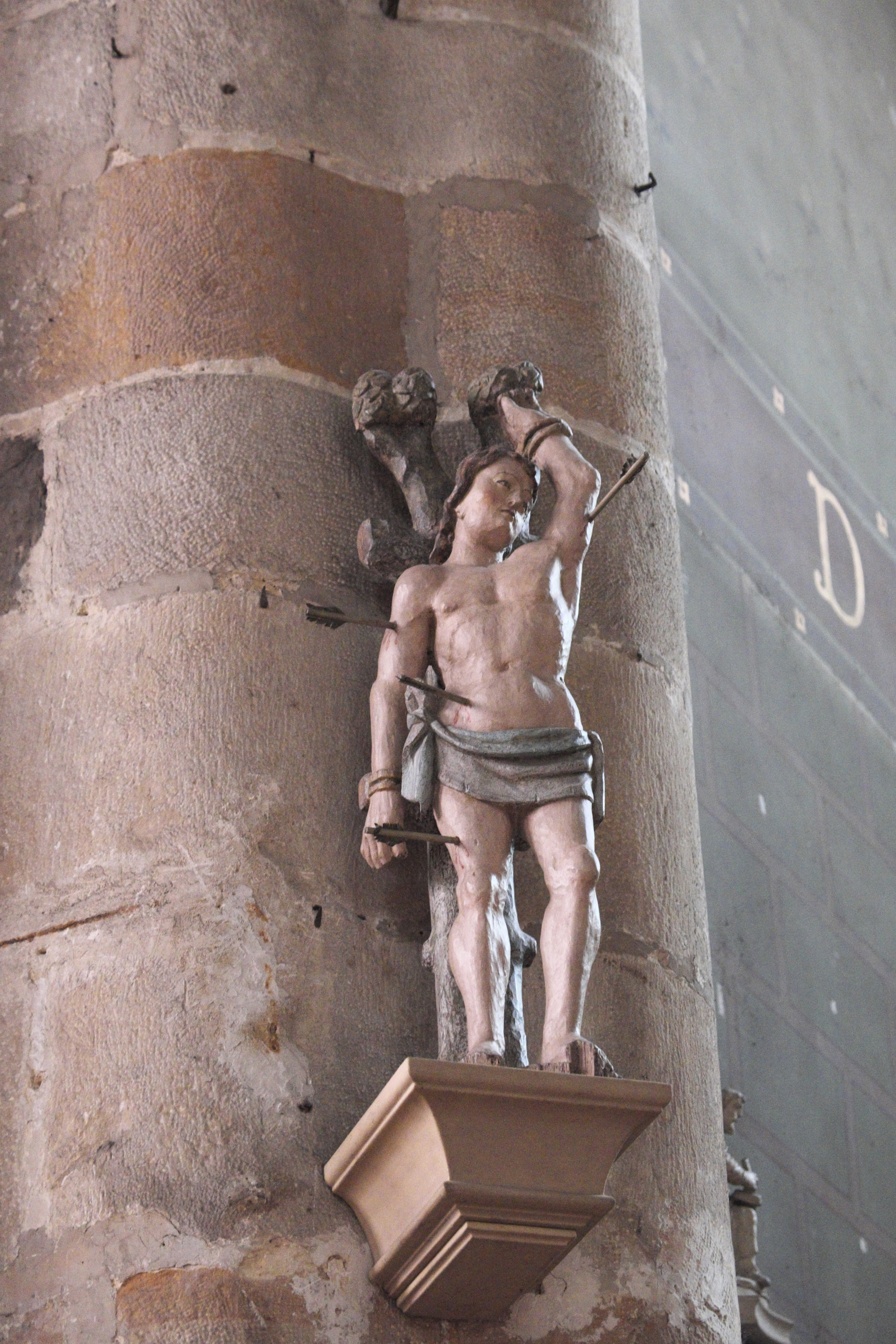
Heiliger Sebastian
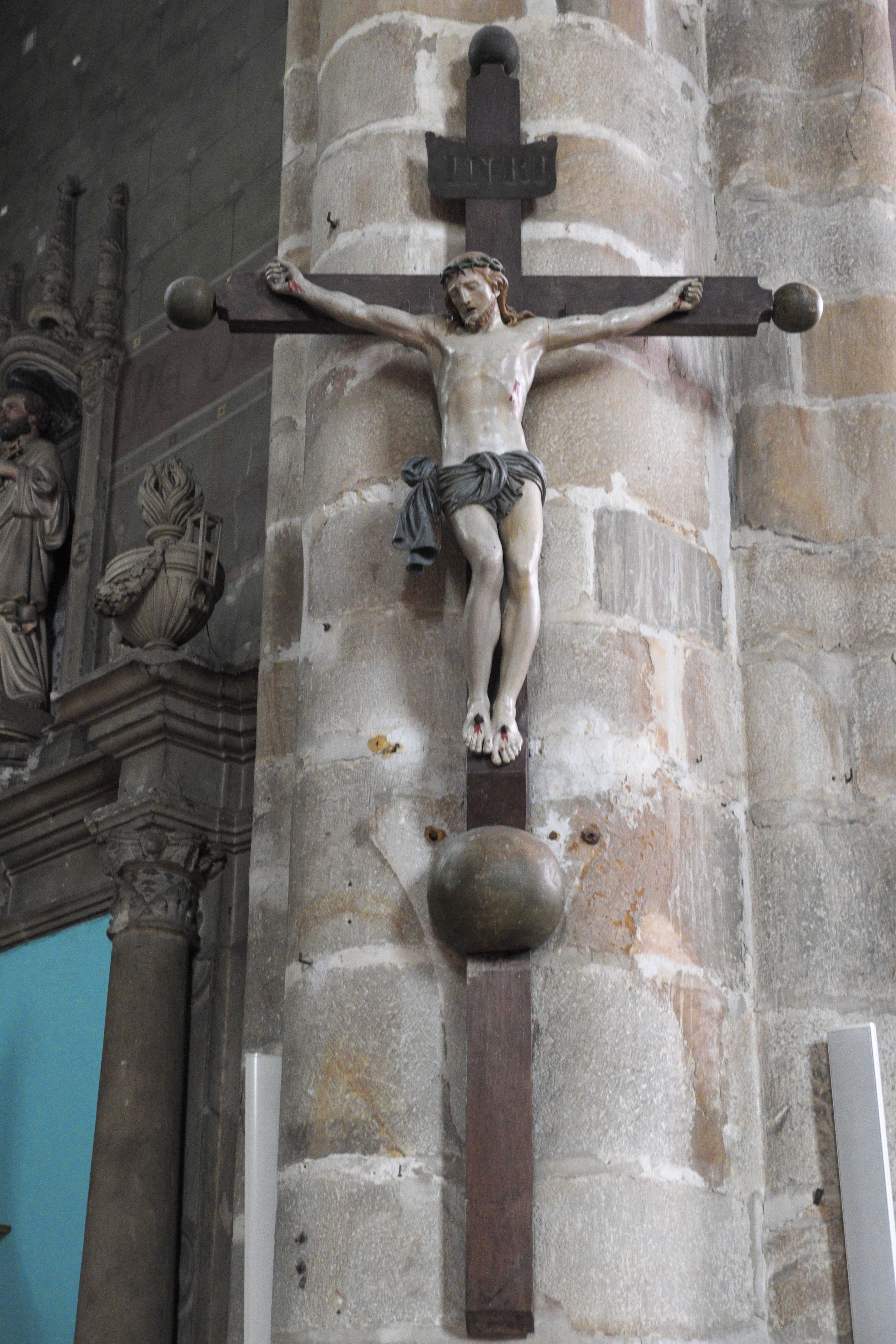
Christus am Kreuz
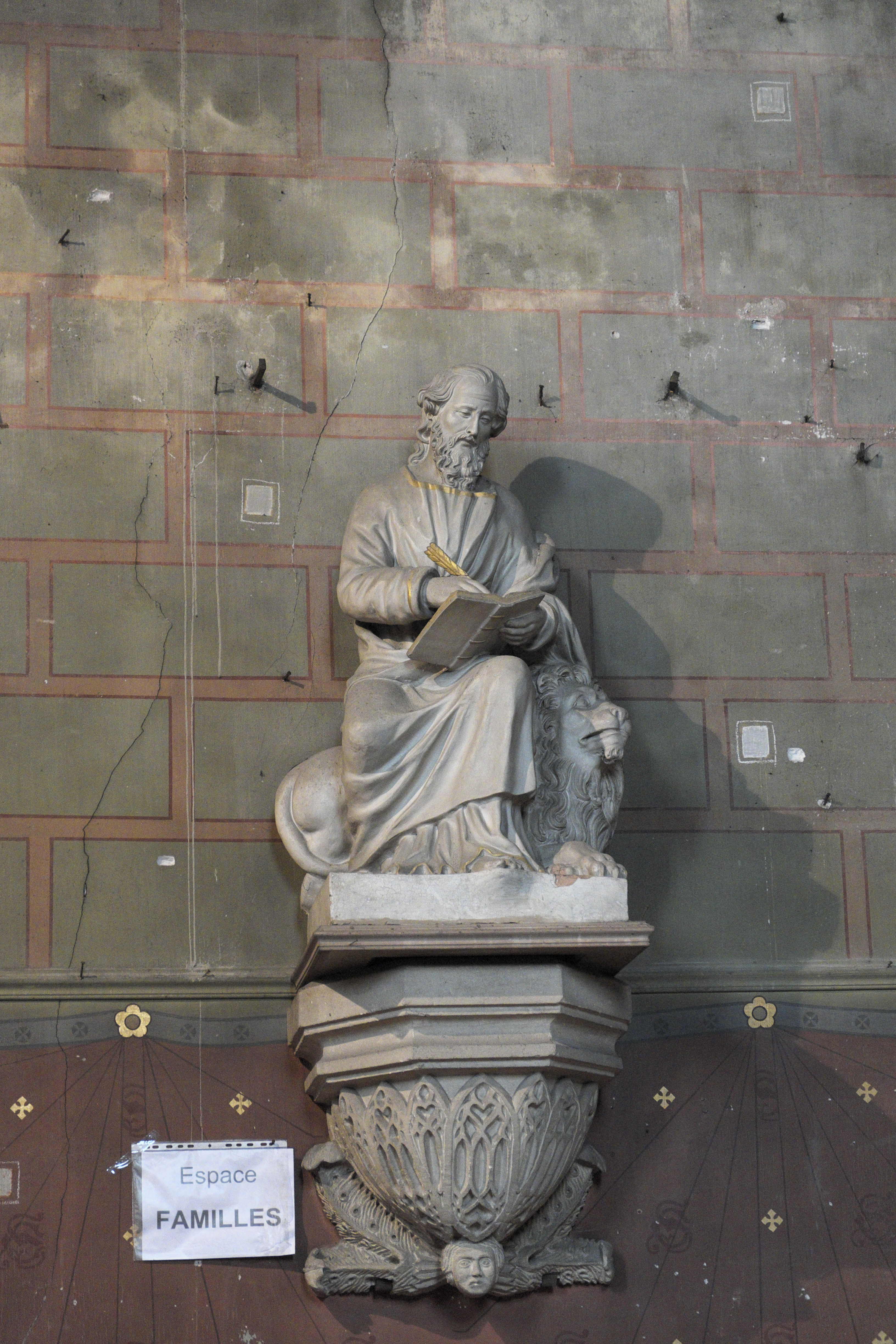
Evangelist Markus
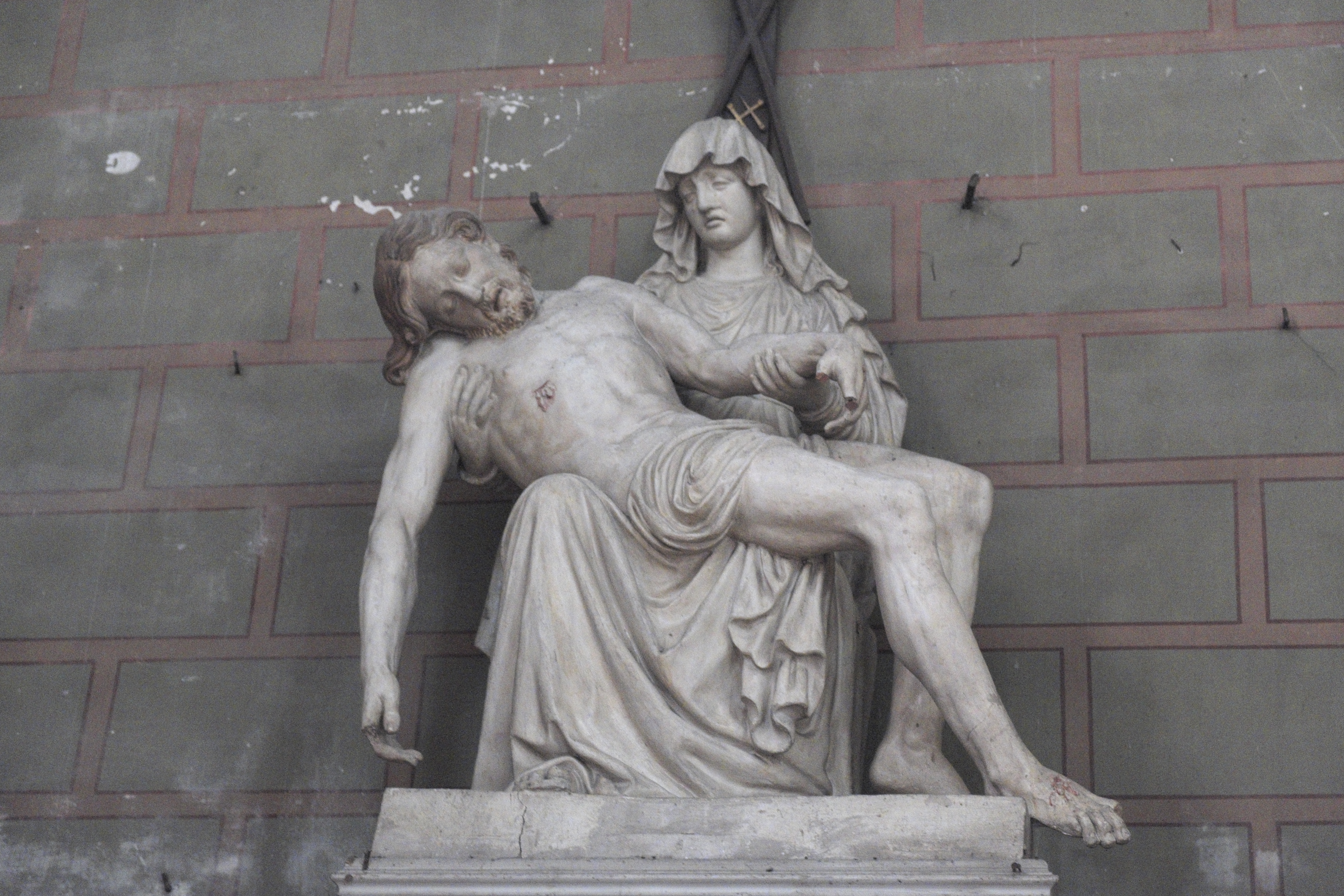
Pietà

## Orgel

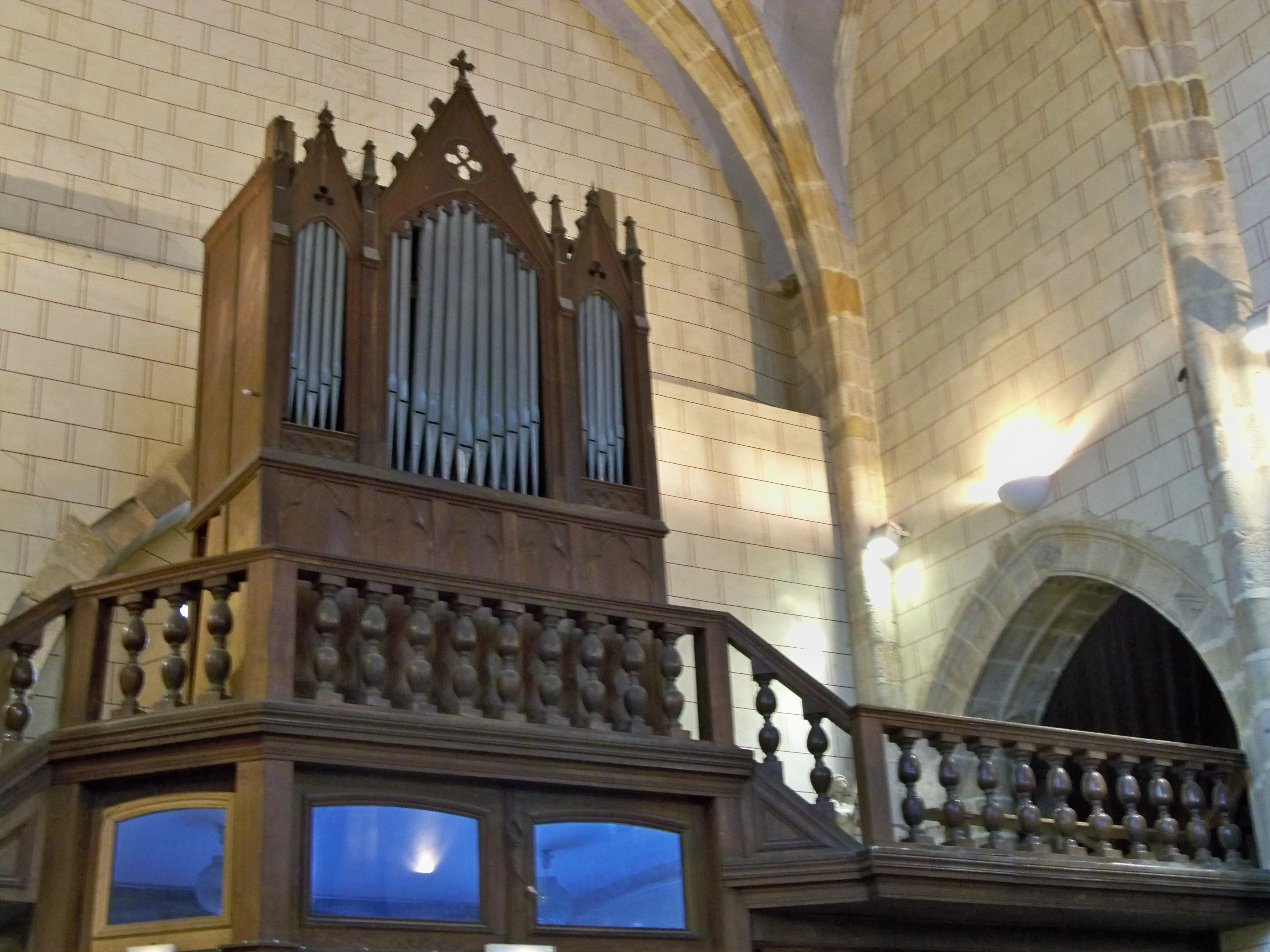
Orgel von 1866

Die Orgel wurde im Jahre 1866 von den Gebrüdern Louis und Robert Damiens aus Gaillon erbaut. Die Orgel steht auf einer hölzernen Bühne über dem Portal. Das Orgelgehäuse ist aus Eiche gefertigt. Es gliedert sich in drei Abschnitte. Im Prospekt steht das Register Montre 8′. Der Spieltisch befindet sich auf der Rückseite des Gehäuses. Ursprünglich verfügte das Instrument über eine Transponiervorrichtung, die allerdings außer Funktion ist; das Manual ist nach wie vor entsprechend angelegt, ist aber nur mit einem Umfang von C–f3 spielbar.
Das Instrument hat acht Register Manualregister (Flûte 8′, Bourdon 8′, Gambe 8′, Voix céleste 8′, Prestant 4′, Doublette 2′, Hautbois 8′, Trompette 8′). Das Pedal ist permanent angehängt, hat aber keine eigenen Register. Es hatte ursprünglich einen Umfang von 13 Tasten und wurde später auf einen Umfang von C–f1 erweitert. 1989 bzw. 1990 wurde der instrumentale Teil der Orgel in die Liste der Monuments historiques aufgenommen.